# Styltlöpare
Styltlöpare (Himantopus himantopus) är en mycket långbent vadare. Den ingår i familjen Recurvirostridae som omfattar skärfläckor och andra arter av styltlöpare. Huruvida styltlöparen är en eller flera arter råder det inte konsensus kring.

## Kännetecken

### Utseende
Styltlöparen är en svartvit smäcker vadare med mycket långa ben, lång hals, spetsiga vingar och lång smal svart näbb. Som adult mäter styltlöpare 33–36 cm inklusive näbben som mäter 6,5 cm. Dess ben är 14-17 cm. I häckningsdräkt är benen rosaröda och vingovansidan helsvart medan kropp och stjärt är helvita. 
Huvud och hals varierar från helvit, till vit med svart hätta, nacke och halsbaksida, där utbredning på det svarta varierar. De individer som har svart på halsen har oftast ett vitt parti som sträcker sig likt ett band över främre delen av ryggen. Ibland har de även ett rudimentärt öppet svart bröstband. Vingovansidan hos hanen har en grönaktig glans medan honan har en brunaktig ton som kontrasterar mot de svarta vingpennorna. Juvenila fåglar är grå istället för svarta och har en tydlig sandig ton på vingarna med ljusa fjäderbräm.

### Läten
Styltlöparen är en högljudd fågel under häckningen, men tystlåten resten av året. Det vanligaste lätet är ett gnissligt, gällt och snabbt "kjyck kjyck kjyck...", ljusare och hårdare än skärfläckan. Oroslätet är ett orent "krit krit krit", medan ett "krre" påminner om skrattmås.

### Jämförelse med närbesläktade arter
Styltlöparen är mycket lik australisk, amerikansk och  sydamerikanska arten vitkronad styltlöpare, och vissa behandlar alla dessa som en del av styltlöparen. Amerikansk styltlöpare har svart även i nacken och på huvudsidorna. Vitkronad styltlöpare är lik men något större än amerikansk, med vit hjässa och ett vitt band tvärs över nedre delen av nacken. Australisk styltlöpare har en ås av något längre, ofta resta, svarta fjädrar på baksidan av huvudet och övre delen av nacken som ibland formar ett nästan fullständigt halsband. I flykten är vingarna även något bredare. För den senare skiljer sig även lätena något, mjukare och mer nasala som en leksakstrumpet.

## Utbredning och taxonomi

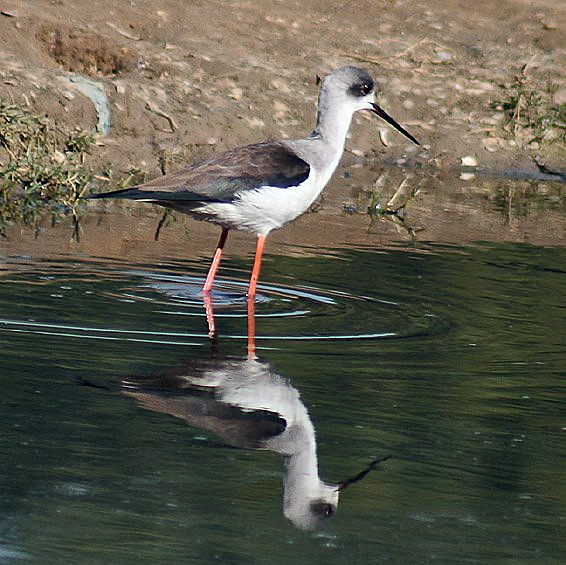
Juvenil.

Taxonomin för styltlöparen är komplicerad och omdiskuterad. Tidigare omfattade ofta arten, utöver nominatformen, även taxonen australisk styltlöpare (leucocephalus), amerikansk styltlöpare (mexicanus) och sydamerikanska arten vitkronad styltlöpare (melanurus), den senare ofta behandlad som en del av mexicanus. Sedan 2014 behandlar dock bland andra Birdlife International och IUCN återigen styltlöparen som en enda art.
Nominatformen av styltlöpare omfattar även de föreslagna underarterna meridionalis och ceylonensis men dessa accepteras oftast inte utan arten behandlas istället som en monotypisk art, det vill säga att den inte delas upp i underarter.
Styltlöparen häckar från Medelhavsregionen till Sydostasien och Taiwan, men även i Afrika söder om Sahara och på Madagaskar. Vissa populationer är flyttfåglar, generellt de nordligare häckningspopulationerna, och dessa flyttar vintertid till kustområden, medan häckningspopulationer i varmare områden generellt är stannfåglar eller kortflyttare. De nordvästliga poulationerna i Västeuropa övervintrar i Afrika. I östra Asien förekommer den bara lokalt som häckfågel men är mycket vanligare vintertid. Under andra hälften av 1900-talet har den även blivit vanligare vintertid på ögrupperna Marianerna och Saipan och under sent 1900-tal även börjat observeras på andra öar i västra Mikronesien. I Europa, under vårflyttningen, är den en regelbunden gäst norr om sitt utbredningsområde och i sällsynta fall stannar den kvar på lokaler i Nordeuropa och häckar. Exempelvis häckade ett par i Storbritannien 1987.

### Styltlöpare i Sverige
I Sverige är styltlöparen en oregelbunden och inte alltid årlig gäst, men 1998 sågs den vid hela fem tillfällen. Nästan alla fynd har gjorts söder om Mälaren, enstaka fynd har rapporterats upp till Västerbotten. Sammanlagt har 37 fynd av 46 individer gjorts till och med 2022. 2024 bekräftades den första lyckade häckningen av styltlöpare i Sverige. 

## Ekologi
Arten häckar i våtmarksområden, vid grunda sjöar och dammar. Flyttpopulationerna övervintrar ofta i kustbiotoper. Boplatsen placeras vid ett bart område i närheten av vatten. De häckar ofta i mindre grupper, ibland tillsammans med skärfläckor. De lever främst av insekter och kräftdjur som de plockar ifrån marken eller ur vattnet. 

## Status
Internationella naturvårdsunionen IUCN kategoriserar arten som livskraftig, men inkluderar även australisk, amerikansk och vitkronad styltlöpare i bedömningen. Denna sammanlagda världspopulation uppskattas till mellan 450 000 och 780 000 individer, varav 53 900-75 700 par tros häcka i Europa.

## Namn
Namnet styltlöpare användes på svenska för första gången av J. F. Wahlström i hans 1875 års översättning av Alfred Brehms verk "Djurens liv". Sannolikt är det ett översättningslån av tyskans Stelzenläufer. Arten har också kallats rödbent styltlöpare och långbent snäppa.

## Bildgalleri

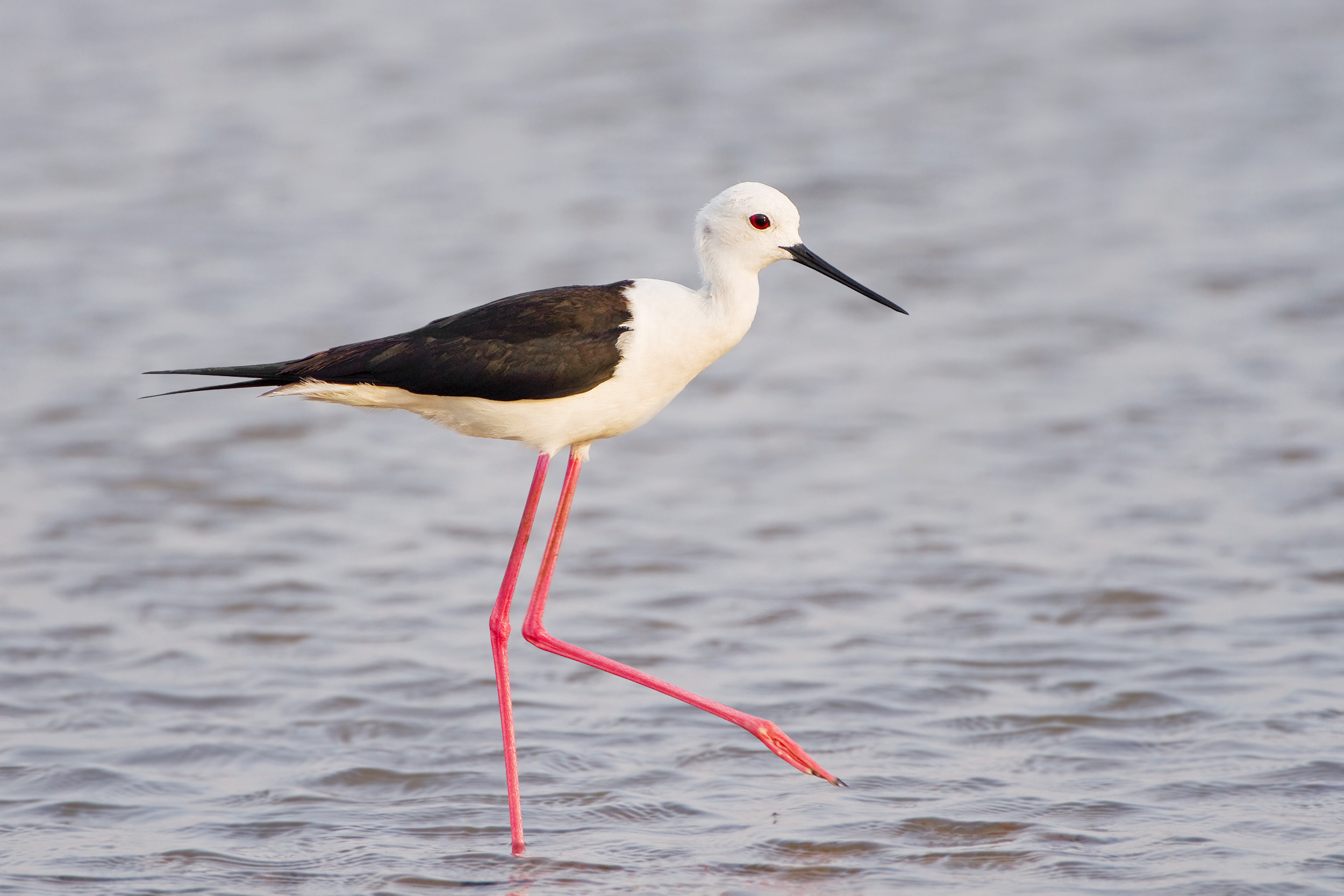
Adult med helt vitt huvud i Thailand
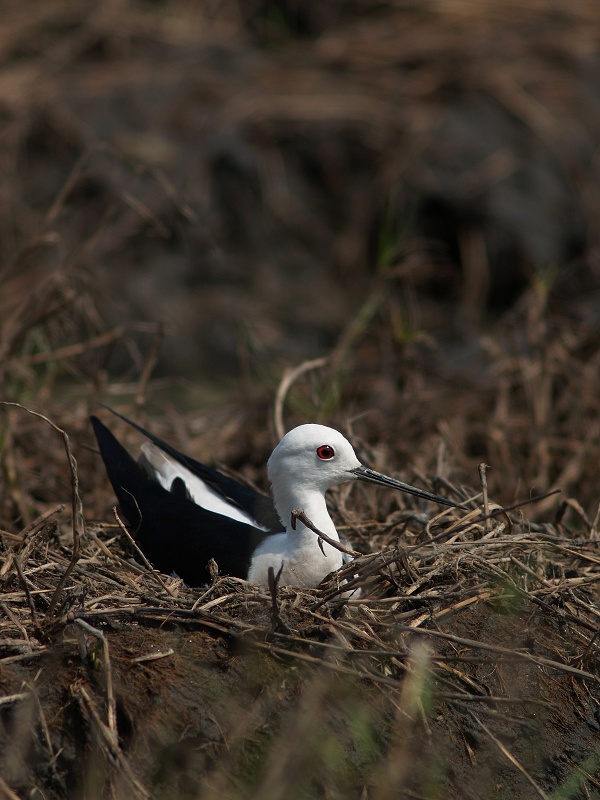
Häckande
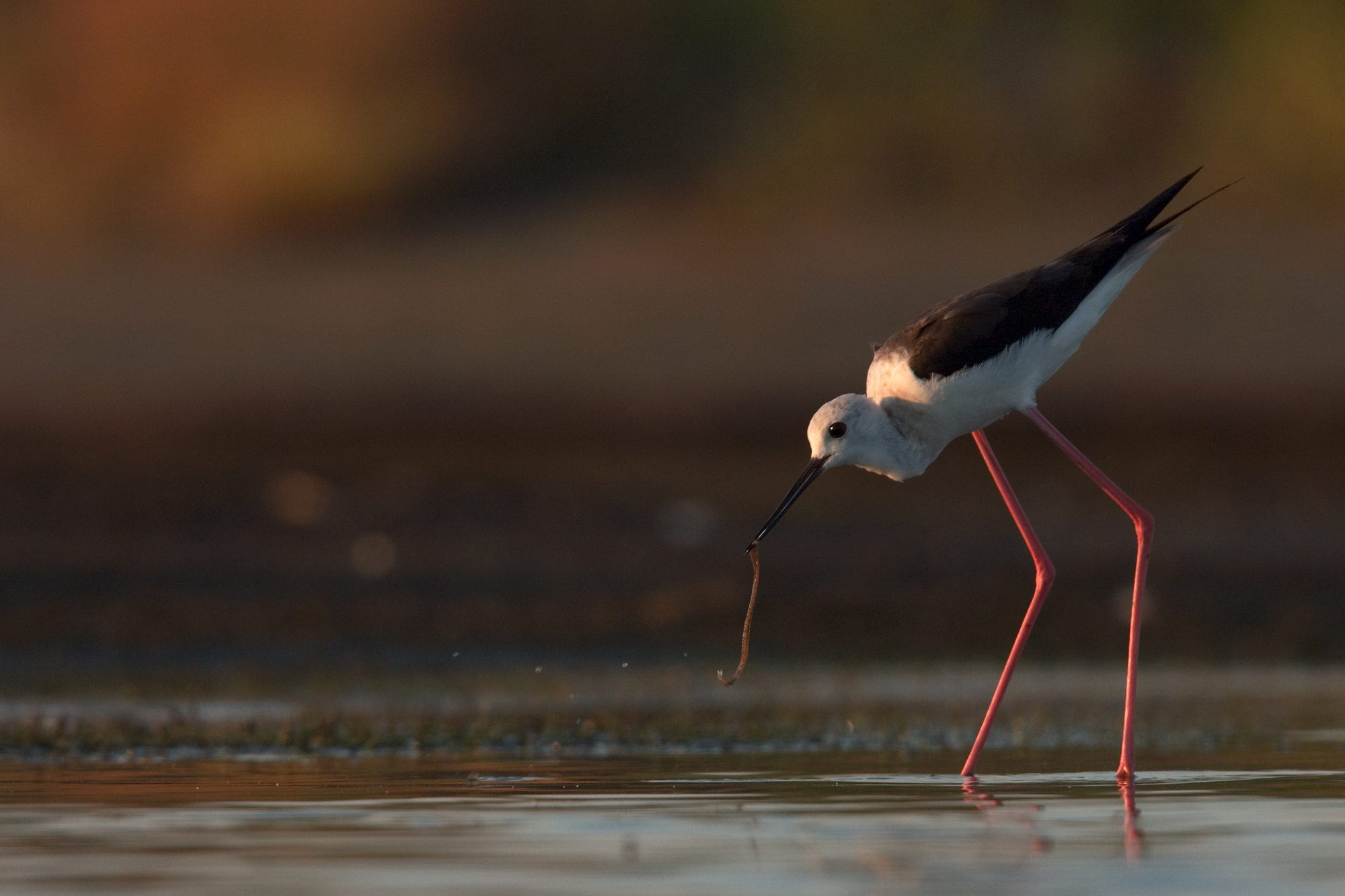
Adult födosökande
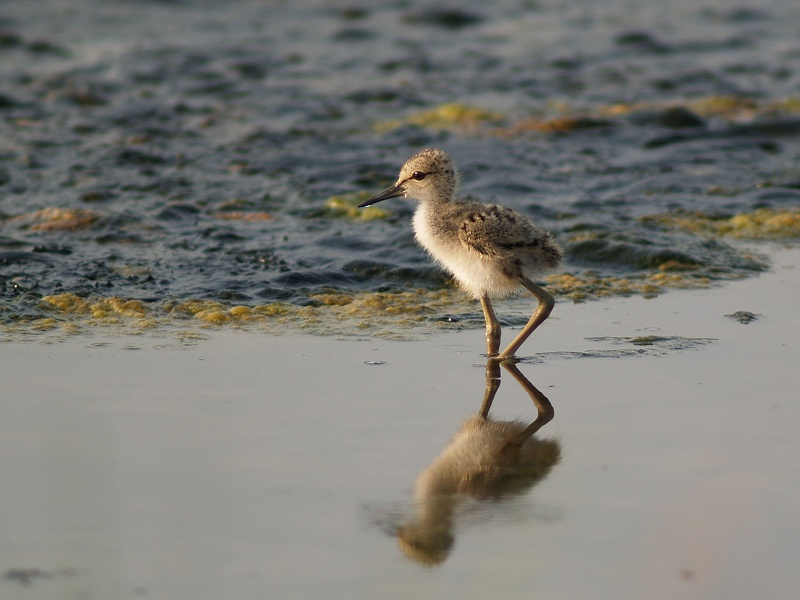
Dununge. Alla taxa av styltsnäppa ser likadana ut i detta stadium.
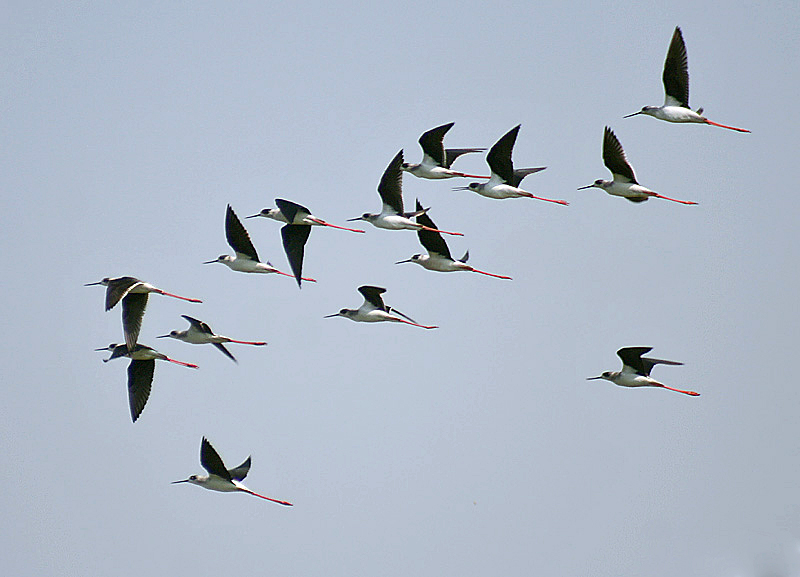
En flock i vinterkvarteret i Kolkata, Indien.
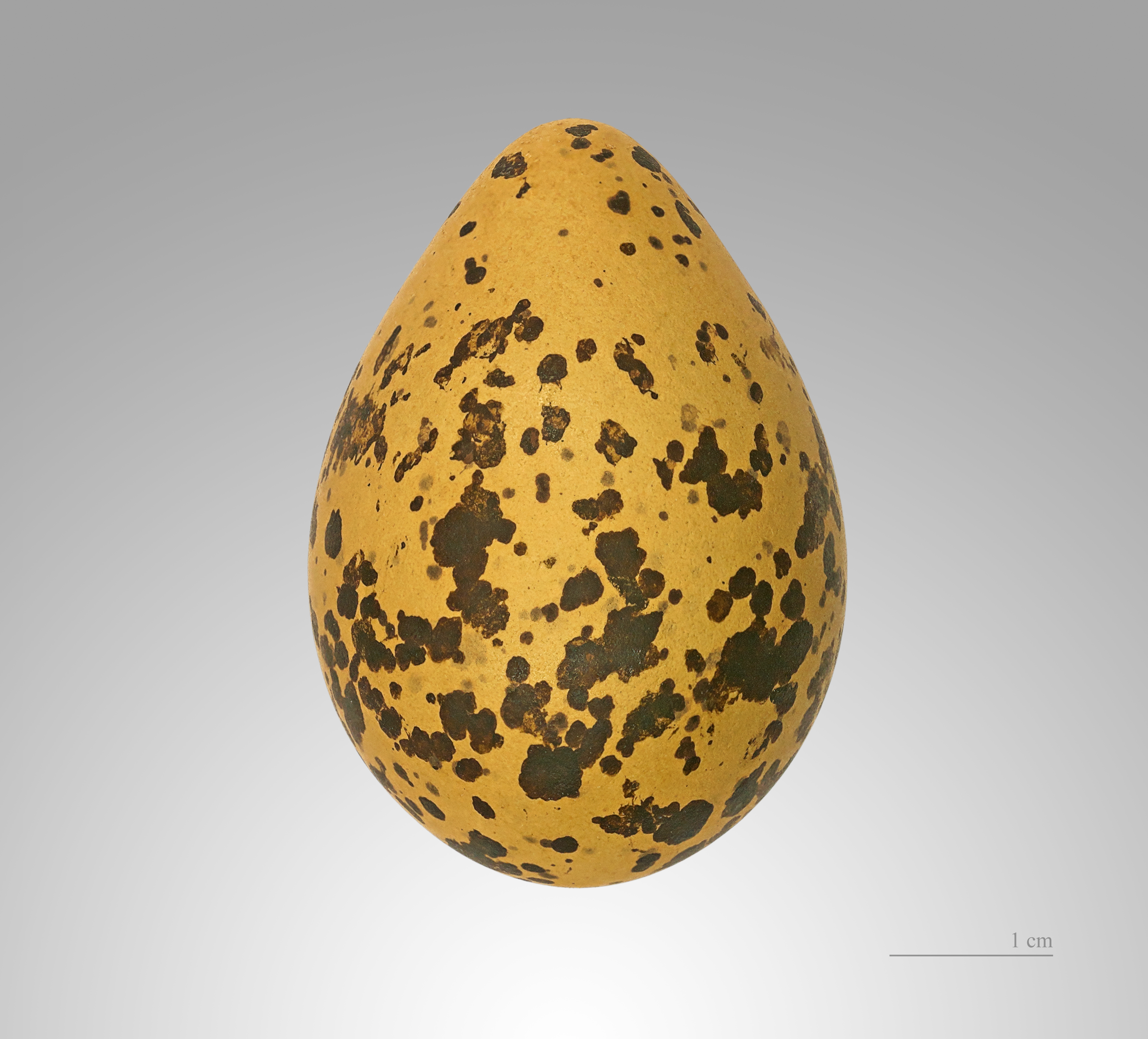